# Merakan
Merakan is een bestuurslaag in het regentschap Lumajang van de provincie Oost-Java, Indonesië. Merakan telt 3028 inwoners (volkstelling 2010).